# Compsaditha angustula
Compsaditha angustula är en spindeldjursart som beskrevs av Beier 1972. Compsaditha angustula ingår i släktet Compsaditha och familjen Tridenchthoniidae. Inga underarter finns listade i Catalogue of Life.